# Die Einzige
Die Einzige ist das erste Studioalbum der deutschen Popsängerin Alina.

## Hintergrund
Im Februar 2016 veröffentlichte Alina ihre erste EP Der nächste Sommer. Zuvor wurden 2015 bereits die Singles Zeig mir deine Seele und Kind sein veröffentlicht, letztere war auch auf der EP zu finden. Die drei Lieder Herzstreik, Kind sein und Mit Größe gehen wurden von der EP auf das Album übernommen. Die meisten Lieder dieses Albums haben einen autobiographischen Hintergrund. Manche erzählen über gescheiterte Beziehungen von Alina, wie z. B. Nie vergessen oder Für mich schon Liebe.

## Veröffentlichung
Das Album erschien am 20. Oktober 2017 unter dem Label Styleheads Music unter exklusiver Lizenz an Polydor, welches eine Abspaltung von Universal ist. Die Einzige erschien als CD, sowohl auch wurde es zum Download bereitgestellt und ist auch auf Streamingportalen abrufbar. Auf dem Cover ist Alina dreimal zu sehen. Der Hintergrund ist rosa gehalten.

## Singleauskopplungen
Aus dem Album wurden insgesamt drei Singles ausgekoppelt. Die Veröffentlichung dieser fand noch vor der Veröffentlichung des Albums statt. Zudem wurde der Song Kind sein bereits am 19. November 2015 als Single für ihre erste EP Der nächste Sommer veröffentlicht. Auch eine Live-Version des Songs Zurück zu mir wurde bereits am 14. Juli 2017 veröffentlicht. Diese beiden Veröffentlichungen zählen jedoch nicht als Singleauskopplung aus dem Album, sondern sind als Promo-Singles erschienen.

### Nie vergessen
Als erste Single wurde der Song Nie vergessen am 8. September 2017 veröffentlicht. Geplant war jedoch eine Veröffentlichung am 6. September 2017, also zwei Tage vor dem aktuellen Release. Der Song konnte sich nicht in den Singlecharts platzieren, wurde jedoch von RTL genutzt. Das Musikvideo wurde auf YouTube bisher über 2 Millionen Mal aufgerufen.

### Stadt aus Gold
Der Song Stadt aus Gold wurde als zweite Single am 6. Oktober 2017 veröffentlicht. Auch bei dieser Single wurde die Veröffentlichung um einen Tag nach hinten geschoben. Zu dem Lied erschien kein Musikvideo und auch der Charterfolg blieb aus.

### Die Einzige
Das Lied Die Einzige wurde als dritte und bisher letzte Single aus dem Album am 13. Oktober 2017, also eine Woche vor der Veröffentlichung des gleichnamigen Albums, veröffentlicht. Die Veröffentlichung der Single war zuerst für den 12. Oktober 2017 geplant, jedoch erschien diese erst einen Tag später. Das Musikvideo zu dem Song erschien ebenfalls am 13. Oktober 2017 auf YouTube und wurde bisher über 1,8 Millionen Mal angeklickt. Das Lied zählt zu einem der bekanntesten Songs von Alina.

## Titelliste
| #  | Titel                 | Autor(en)                                                          | Produzent(en)                                             | Länge |
| -- | --------------------- | ------------------------------------------------------------------ | --------------------------------------------------------- | ----- |
| 1  | Herzstreik            | Alina, Michelle Leonard, Daniel Großmann, Matthias Mania           | Daniel Großmann, Matthias Mania                           | 3:31  |
| 2  | Zurück zu mir         | Alina, David Jürgens, Roland Meyer de Voltaire                     | Daniel Großmann, Matthias Mania                           | 3:14  |
| 3  | Die Einzige           | Alina, Robert Kerner                                               | Daniel Großmann, Matthias Mania                           | 4:05  |
| 4  | Nie vergessen         | Alina, Martin Stumpf                                               | Nicolas Rebscher, Daniel Großmann, Matthias Mania         | 3:27  |
| 5  | Mit Größe gehen       | Alina, Benjamin Bistram, Christian Neander                         | Daniel Großmann, Matthias Mania, Kiko Masbaum             | 3:47  |
| 6  | Kompass               | Alina, Roland Meyer de Voltaire                                    | Daniel Großmann, Matthias Mania                           | 3:18  |
| 7  | Für mich schon Liebe  | Alina, Robert Kerner                                               | Daniel Großmann, Matthias Mania, Kiko Masbaum             | 3:27  |
| 8  | Titan                 | Alina, Roland Meyer de Voltaire                                    | Daniel Großmann, Matthias Mania                           | 3:58  |
| 9  | Immer wenn es weh tut | Alina, Ali Zuckowski, Martin Fliegenschmidt                        | Daniel Großmann, Matthias Mania, David Jürgens            | 3:26  |
| 10 | Kind sein             | Alina                                                              | Daniel Großmann, Matthias Mania, Kiko Masbaum             | 3:50  |
| 11 | Stadt aus Gold        | Alina, Benjamin Bistram, Roland Meyer de Voltaire, Sebastian Moser | Daniel Großmann, Matthias Mania                           | 3:37  |
| 12 | Schönheitskönigin     | Alina, Daniel Großmann, Matthias Mania, Sebastian Moser            | Daniel Großmann, Matthias Mania                           | 3:20  |
| 13 | Spiel unsere Lieder   | Alina, David Jürgens, Heike Kospach, Roland Meyer de Voltaire      | Daniel Großmann, Matthias Mania                           | 3:51  |
| 14 | Auch wenn du fehlst   | Alina, Jan Weigel, Laila Samuels                                   | Daniel Großmann, Matthias Mania                           | 4:12  |
| 15 | Worte sind Mörder     | Alina, Roland Meyer de Voltaire                                    | Daniel Großmann, Matthias Mania, Roland Meyer de Voltaire | 4:26  |
| 16 | Haut aus Glas         | Alina, Benjamin Bistram, Elias Hadjeus, Jonas Schubert             | Daniel Großmann, Matthias Mania                           | 4:16  |

## Chartplatzierungen
Das Album konnte sich eine Woche nach der Veröffentlichung auf Rang 36 in den deutschen Albumcharts platzieren. In der fünften Woche erreichte das Album mit dem Platz 26 seine Höchstposition. Insgesamt blieb das Album zwölf Wochen in den deutschen Albumcharts. In den Schweizer Albumcharts erreichte das Album den Rang 100 und blieb dort lediglich eine Woche in den Charts.
| ChartsChartplatzierungen | Höchstplatzierung | Wochen |
| ------------------------ | ----------------- | ------ |
| Deutschland (GfK)        | 26 (12 Wo.)       | 12     |
| Schweiz (IFPI)           | 100 (1 Wo.)       | 1      |

## Tournee

### Die Einzige Tour 2017
Die Die Einzige Tour 2017 war die erste Konzerttour von Alina, bei der sie ihr Debütalbum Die Einzige vorstellte. Die Tour begann am 3. November 2017 mit einem Konzert in Berlin und endete am 9. November 2017 mit einem Konzert in Köln. Insgesamt umfasste die Tour vier Konzerte in Deutschland.

#### Tourdaten
| Datum            | Stadt   | Veranstaltungsort   | Land        |
| ---------------- | ------- | ------------------- | ----------- |
| 3. November 2017 | Berlin  | Lido                | Deutschland |
| 5. November 2017 | Hamburg | Grünspan            | Deutschland |
| 7. November 2017 | München | Ampere / Muffatwerk | Deutschland |
| 9. November 2017 | Köln    | YUCA                | Deutschland |

### Die Einzige Tour 2018
Die Die Einzige Tour 2018 ist die zweite Konzerttour von Alina, bei der sie ihr im Vorjahr veröffentlichtes Debütalbum Die Einzige vorstellt. Die Tour umfasste sieben Konzerte und begann am 18. April 2018 mit einem Konzert in Frankfurt am Main und endete am 27. April 2018 mit einem Konzert in Berlin. Als Voract trat die deutsche Sängerin Mia Diekow auf. Mit Barcelona und Selbstgemacht präsentierte sie zwei neue Lieder. Während ihres Auftritts in Hannover am 22. April 2018 ersetzte sie den Song Haut aus Glas durch den Song Auch wenn du fehlst, welcher sonst nicht auf der Tour von ihr gespielt wurde.

#### Setliste
1. Herzstreik
2. Stadt aus Gold
3. Kompass
4. Barcelona
5. Zurück zu mir
6. Worte sind Mörder
7. Für mich schon Liebe
8. Mit Größe gehen
9. Immer wenn es weh tut
10. Selbstgemacht
11. Titan

Zugabe
1. Haus aus Glas
2. Die Einzige
3. Nie vergessen

#### Tourdaten
| Datum          | Stadt             | Veranstaltungsort      | Land        |
| -------------- | ----------------- | ---------------------- | ----------- |
| 18. April 2018 | Frankfurt am Main | Zoom                   | Deutschland |
| 19. April 2018 | Stuttgart         | Im Wizemann            | Deutschland |
| 21. April 2018 | Hamburg           | Fabrik                 | Deutschland |
| 22. April 2018 | Hannover          | Kulturzentrum Pavillon | Deutschland |
| 24. April 2018 | Köln              | Gloria-Theater         | Deutschland |
| 25. April 2018 | München           | Freiheiz               | Deutschland |
| 27. April 2018 | Berlin            | Heimathafen Neukölln   | Deutschland |

## Mitwirkende
| - Alina Wichmann – Autor (Lieder: 1–16), Gesang (Lieder 1–16) - Martin Stumpf – Autor (Lied 4) - Sebastian Moser – Autor (Lieder: 11–12) - Roland Meyer de Voltaire – Autor (Lieder: 2, 6, 8, 11, 13, 15), Produzent (Lied 15) - Jonas Schubert – Autor (Lied 16) - Daniel Großmann – Autor (Lieder: 1, 12), Produzent (Lieder: 1–16) - Matthias Mania – Autor (Lieder: 1, 12), Produzent (Lieder: 1–16) - Robert Kerner – Autor (Lieder: 3, 7) - Ali Zuckowski – Autor (Lied 9) - Martin Fliegenschmidt – Autor (Lied 9) - David Jürgens – Autor (Lieder: 2, 13), Produzent (Lied 9) - Benjamin Bistram – Autor (Lieder: 5, 11, 16) - Christian Neander – Autor (Lied 5) - Michelle Leonard – Autor (Lied 1) - Laila Samuels – Autor (Lied 14) - Heike Kospach – Autor (Lied 13) - Elias Hadjeus – Autor (Lied 16) - Ana Kondratenko – Violine (Lieder: 1, 3, 5, 7–12, 16) - Jane Bakevski – Violine (Lieder: 1, 3, 5, 7–12, 16) - Vesna Suplevska – Violine (Lieder: 1, 3, 5, 7–12, 16) - Jasmina Dragomanska – Violine (Lieder: 1, 3, 5, 7–12, 16) - Tanja Kocarova – Violine (Lieder: 1, 3, 5, 7–12, 16) - Agron Haliti – Violine (Lieder: 1, 3, 5, 7–12, 16) - Goran Muratovski – Violine (Lieder: 1, 3, 5, 7–12, 16) - Martin Dimitrov – Violine (Lieder: 1, 3, 5, 7–12, 16) - Simon Popovski – Violine (Lieder: 1, 3, 5, 7–12, 16) - Bojan Ilkovski – Violine (Lieder: 1, 3, 5, 7–12, 16) - Gjorgjina Popovska – Violine (Lieder: 1, 3, 5, 7–12, 16) - Gjorgi Petrevski – Violine (Lieder: 1, 3, 5, 7–12, 16) - Rumen Dimitriev – Violine (Lieder: 1, 3, 5, 7–12, 16) - Momchilo Kufojanaski – Violine (Lieder: 1, 3, 5, 7–12, 16) - Asparuh Kortoshev – Violine (Lieder: 1, 3, 5, 7–12, 16) - Gordana Janevska – Violine (Lieder: 1, 3, 5, 7–12, 16) - Marina Garcevska – Violine (Lieder: 1, 3, 5, 7–12, 16) - Darko Trajkovski – Violine (Lieder: 1, 3, 5, 7–12, 16) - Bojan Taleski – Viola (Lieder: 1, 3, 5, 7–12, 16) - Marko Videnovic – Viola (Lieder: 1, 3, 5, 7–12, 16) - Alexandar Stojchevski – Viola (Lieder: 1, 3, 5, 7–12, 16) - Dubravka Zajkova – Viola (Lieder: 1, 3, 5, 7–12, 16) - Fana Spirkovska – Viola (Lieder: 1, 3, 5, 7–12, 16) - Boro Stanoski – Viola (Lieder: 1, 3, 5, 7–12, 16) - Konstantin Eftimov – Violoncello (Lieder: 1, 3, 5, 7–12, 16) - Vesela Pandinova – Violoncello (Lieder: 1, 3, 5, 7–12, 16) - Metodija Georgiev – Violoncello (Lieder: 1, 3, 5, 7–12, 16) - Dejan Teodosievski – Violoncello (Lieder: 1, 3, 5, 7–12, 16) | - Bozidar Pejic – Violoncello (Lieder: 1, 3, 5, 7–12, 16) - Marija Mihajlovska – Violoncello (Lieder: 1, 3, 5, 7–12, 16) - Petrush Petrushevski – Kontrabass (Lieder: 1, 3, 5, 7–12, 16) - Blagoja Perunovski – Kontrabass (Lieder: 1, 3, 5, 7–12, 16) - Alexandar Pop i Hirstov – Kontrabass (Lieder: 1, 3, 5, 7–12, 16) - Yavor Zhellev – Flöte (Lieder: 1, 3, 5, 7–12, 16) - Katerina Bachevska – Flöte (Lieder: 1, 3, 5, 7–12, 16), Piccoloflöte (Lieder: 1, 3, 5, 7–12, 16) - Vladimir Lazarevski – Oboe (Lieder: 1, 3, 5, 7–12, 16) - Kostadin Iotzov – Oboe (Lieder: 1, 3, 5, 7–12, 16) - Igor Bakrevski – Klarinette (Lieder: 1, 3, 5, 7–12, 16) - Sashko Temelkovski – Klarinette (Lieder: 1, 3, 5, 7–12, 16) - Ivan Jotic – Fagott (Lieder: 1, 3, 5, 7–12, 16) - Marija Chernookova – Fagott (Lieder: 1, 3, 5, 7–12, 16) - Milan Roksandic – Flügelhorn (Lieder: 1, 3, 5, 7–12, 16) - Hristo Tsachev – Flügelhorn (Lieder: 1, 3, 5, 7–12, 16) - Antonio Kostevski – Flügelhorn (Lieder: 1, 3, 5, 7–12, 16) - Denis Emin – Flügelhorn (Lieder: 1, 3, 5, 7–12, 16) - Mladen Djordjevic – Trompete (Lieder: 1, 3, 5, 7–12, 16) - Srgjan Dzakovic – Trompete (Lieder: 1, 3, 5, 7–12, 16) - Jordan Kolevski – Trompete (Lieder: 1, 3, 5, 7–12, 16) - Tibor Balint – Posaune (Lieder: 1, 3, 5, 7–12, 16) - Branko Ilievski – Posaune (Lieder: 1, 3, 5, 7–12, 16) - Nikola Ristevski – Posaune (Lieder: 1, 3, 5, 7–12, 16) - Viktor Ilievski – Posaune (Lieder: 1, 3, 5, 7–12, 16) - Filip Shurbevski – Pauke (Lieder: 1, 3, 5, 7–12, 16) - Iliana Selimska – Harfe (Lieder: 1, 3, 5, 7–12, 16) - Marija Vrskova – Klavier (Lieder: 1, 3, 5, 7–12, 16) - Cornelius Hager – Streicherarrangements, Orchesterarrangements (Lieder: 1–15), Orchester-Recording Supervision - Steve Sidwell – Orchesterarrangements (Lied 16) - Manuel Halter – Streicherarrangements (Lied 10) - Oleg Kondratenko – Dirigent (Lieder: 1, 3, 5, 7–12, 16) - Georgi Hristovski – Tonmeister - Atanas Babaleski – Pro Tools Operator - Riste Trajkovski – Stagemanager - Igor Vasilev – Assistent - Nikola Krstevski – Assistent - Kiko Masbaum – Orchester-Recording Co-Supervision, Produzent (Lieder: 5, 7, 10), Mixing - Nicolas Rebscher – Produzent (Lied 4) - Waldemar Vogel – Mixing Assistent - Sascha Bühren – Mastering - Ben Wolf – Fotos - Ruben Jacob Fees – Fotos - Spring Brand Ideas – Artwork - Styleheads Artist Management – Management |